# Michaela Amler
Michaela Amler (* 1954 in München) ist eine deutsche Schauspielerin und Synchronsprecherin.

## Leben und Karriere
Michaela Amler wurde in München geboren und wuchs dort auf. Seit über 30 Jahren ist Michaela Amler als Sprecherin tätig. Ab dem Beginn der Serie Die Simpsons in Deutschland im Jahr 1991 spricht Amler die Figur Milhouse van Houten im Deutschen. Sie ist seit einigen Jahren als Dialogregisseurin,  Dialogbuchautorin und Autorin tätig. So schrieb sie laut Synchronkartei mit einigen anderen das Dialogbuch für die Telenovela Soy Luna. Sie arbeitet auch als Sprecherin für Werbung. Sie hatte 2009 eine Rolle in dem Film Vision – Aus dem Leben der Hildegard von Bingen. Außerdem war sie in dem Videospiel Die Siedler: Aufbruch der Kulturen zu hören.

## Synchronrollen (Auswahl)
Amler sprach über Jahrzehnte hinweg viele zumeist kleine und Nebenrollen. Die Synchronkartei listet (Stand: 14. September 2023) 413 Rollen.
Filme
- 1961 für Daliah Lavi als Giséle Falaise in Mitternachtsparty (1961) – 2. Synchronfassung
- 1968 für Angela Douglas als Prinzessin Jelhi in Alles unter Kontrolle – keiner blickt durch – Synchronfassung 1994
- 1990 für Janice Karman als Theodore in Comic-Stars gegen Drogen
- 1990 für Kate Johnson als Rose in Kevin – Allein zu Haus
- 1992 für Jennifer Gatti als Rosaria in Nemesis (1992)
- 1994 als Nhozemphtekh in Felidae
- 1994 für Denise Marcel als Kellnerin in Visitors – Besucher aus einer anderen Welt
- 1996 für Lynne Adams als Aileen Russo in Frankenstein: Immer Ärger mit den Monstern
- 2007 für Pamela Hayden als Milhouse van Houten in Die Simpsons – Der Film
- 2008 für Tress MacNeille als Linda van Schoonhoven in Futurama: Die Ära des Tentakels
- 2010 für Lin Shaye als Leona in Killer Expendables
- 2013 für Dee Wallace-Stone als Lilth in Hansel & Gretel
- 2014 für Lenore Banks als Minas Mutter in Gott ist nicht tot
- 2014 für Debbie Gibson als Dr. Emma MacNeil in Mega Shark vs. Mecha Shark
- 2018 für Clara Segura als Hilda Weiss in Parallelwelten
- 2021 für Marianne Muellerleile als Anne Rothstein Queen Bees – Im Herzen jung

Serien
- 1966–1969 für Cheryl Miller als Paula Tracy (2. Stimme) in Daktari (23 Episoden)
- 1983–1984 für Hiromi Tsuru als Miyuki Kajima in Miyuki
- 1989–2015[8] für Schae Harrison als Darla Einstein Forrester in Reich und Schön
- Seit 1991 für Pamela Hayden als Milhouse van Houten in Die Simpsons
- Seit 2019 für Stephanie D'Abruzzo als Tante Rita in Wurm Tagebuch
- Seit 2020 für Kyou Yaoya als Mitsue in Interspecies Reviewers